# 貞順翁主
貞順翁主（ていじゅんおうしゅ、チョンスンオンジュ、정순옹주、正徳12年12月6日（1517年12月18日）- 万暦9年8月25日（1581年9月22日））は、李氏朝鮮第11代国王中宗と淑媛李氏の娘。本名は李貞環（イ・チョンファン、이정환）。

## 生涯
1517年に中宗の娘として誕生したが、母は自身が3歳の時に死去した。1526年、翁主に封じられ、宋寅と嘉礼を挙げた。舅の夫との間に一男を儲けた。時には尚宮であった自身の叔母が、夫の妾と庶子を殺したこともあった。
1581年9月22日、数え年の65歳で病死した。

## 家族
- 父: 中宗（1488年 - 1544年）
- 母: 淑媛李氏（生年不詳 - 1520年）
  - 妹: 孝静翁主（朝鮮語版） 李順環（1520年 - 1544年）
- 夫:宋寅（ソン・イン）
  - 子:宋惟毅（ソン・ユイ）

## 登場作品
- 『師任堂、色の日記』（2017年/SBS）演：イ・ジュヨン